# 中国の砂漠化問題
この項目では中華人民共和国（中国）の砂漠化問題（ちゅうごくのさばくかもんだい）について記述する。

## 現状

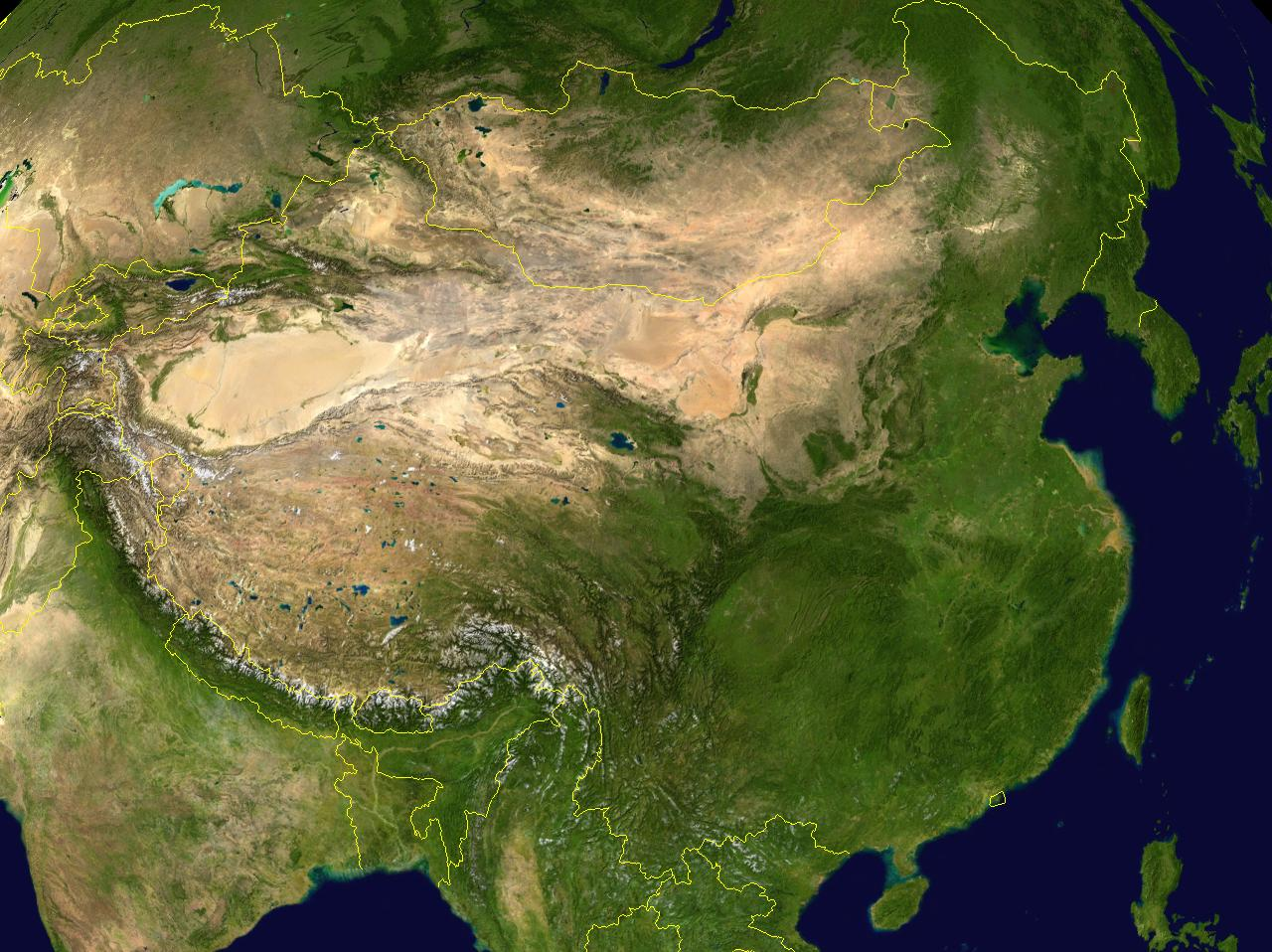
中国とその周辺の衛星画像。砂漠は肌色・薄い茶色の部分。中央よりやや上に多い。左側からタクラマカン砂漠、ゴビ砂漠が大きな面積を占める。(NASA World Wind)

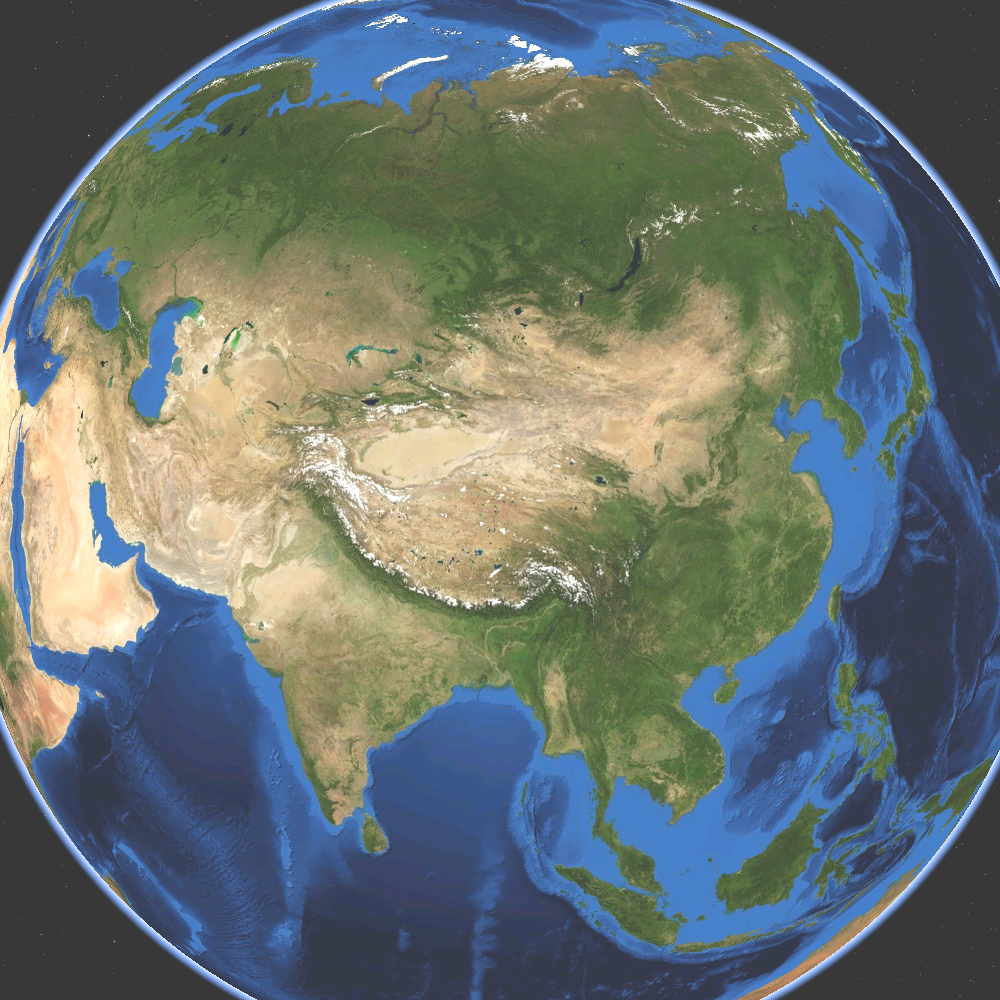
ユーラシア大陸の砂漠

現在、中国国土の27パーセント以上、約250万km2が砂漠と化しており、砂漠化した土地を元に戻すためには300年かかると推測されている。
中国の砂漠は以下のとおりである。西部や北部に集中しており、ほとんどは内陸部であるが、華北では比較的海に近いところにも砂漠が迫ってきている。
- タクラマカン（塔克拉瑪干）砂漠（新疆ウイグル自治区）
- グルバンテュンギュト（古爾班通古特）砂漠（同上）
- クムタグ（庫姆塔格）砂漠（新疆ウイグル自治区 - 甘粛省）
- ゴビ（戈壁）砂漠（内モンゴル自治区）
- オルドス（鄂爾多斯）砂漠（同上） - 黄土高原（オルドス高原）の一部が砂漠化したところ。
  - ムウス（毛烏素）砂漠とクブチ（庫布其）砂漠に分かれる。
- バダインジャラン（巴丹吉林）砂漠（同上）
- トングリ（騰格里）砂漠（同上 - 甘粛省）
- ウランプハ（烏蘭布和）砂漠（同上）
- ソニド（蘇尼特）盆地（同上）
- ホルチン（科爾沁）砂漠（同上）
- フンサンダク（渾善達克）砂漠（同上）
- ツァイダム（柴達木）砂漠（青海省）

Category:中国砂漠も参照。
成因としては、亜熱帯高圧帯が影響する亜熱帯砂漠（中緯度砂漠）、海から遠いことが影響する内陸砂漠の2種が、多くの砂漠で当てはまる。山脈に囲まれたタクラマカン砂漠、ツァイダム砂漠などでは雨陰砂漠も当てはまる。
砂塵嵐（黄砂）の拡大・強化、砂漠周辺地域の乾燥化と緑地の消滅といった国土の砂漠化により、1990年代から2011年までのおよそ20年間に河川の半数以上が消滅し、耕地をはじめとした利用可能な土地が減少した。これに対して、中国の人口は急激な増加を続けて2017年現在で13.8億人を超え、生活水準の向上により水道と食糧需要が増大、肉食化によりそれも急増している。また、石炭・薪といった燃料の需要も増えている。特に水源確保については地下水の減少・枯渇もあり、需給は危機的に逼迫している。

## 原因
中国での砂漠化の主な原因は以下のとおりとなっている。
- 過伐採 - 32.4%
- 過放牧 - 29.4%
- 過剰耕作 - 23.3%
- 水利用の失敗 - 8.6%
- 砂丘の移動 - 5.5%

これらの人為的要因に加え、自然な気候変動による乾燥化が重なったことが、現在に至る過去数十年間の砂漠化の原因とされている。
また、もともと黄土高原などでは雨水だけに頼り、休耕地をつくって雨水を蓄えさせる（黄土や黄砂は粒子が細かく、表面張力によって粒子同士の隙間に水が蓄えられるため、実は保水性がある。）。伝統的な農法が行われていたが、中国のほかの地域と同様に、人口の増加により過剰耕作や灌漑による塩類集積などの問題が発生して、乾燥化が進んでいると考えられている。
砂漠化や乾燥化の過程として、干ばつなどによる軽度の水不足がきっかけとなって植生や生産力が貧弱なものとなるのが最初で、これを防ぐことが最も重要だとされている。このためには水が必要となるが、もともと水不足であるため限界がある。
このような背景がありながら中国北部や西部では、農耕や牧畜を従来の移動型から土地への負荷（水不足のリスク）が大きい定着型へと変えてしまった。この理由として増加する人口を確保するため、生産力や経済力を上げる必要があった。

## 対策
現在、砂漠化防止のため、砂漠緑化と農法の改良を中心とした対策が重要視されている。具体的には、適切な植林、効率の良い薪などの燃料の確保、家畜の管理、土壌浸食の防止、灌漑、水資源の有効利用、エネルギーの再利用、適切な土地利用や農法への転換、砂の移動防止などがあり、技術開発を進め、専門家が指導を行って、砂漠化防止活動を長期間持続できるようにする必要がある。
中国政府は、「防沙治沙法（防砂治砂法）」の制定（2001年、リンク参照）により法的に被害防止を行うとともに、自然保護区を設定して植林を行っているほか、防護林や草方格を用いて砂の移動を防ぐなどしている。また1990年代から、乾燥地域の拡大を抑えるために、内モンゴル自治区での遊牧民の定住化を進めている。あわせて、乾燥地域の住民を強制的に移住させる「生態移民」という政策も行われている。また、モンゴルでも植林などが行われている。しかし、乾燥・砂漠化の進行にはまだ追いついていないこと、定住・移住生活や適切な農業法に関する指導が行き届いていないこと、対策として不十分であるという問題もある。また、過度な植林によって土壌の水分が著しく失われ、乾燥化を悪化させる可能性も心配されている。
灌漑やダムの建設が、中国内陸部の乾燥化の一因であるともされているため、『南水北調』によって水の需要が多い大河の下流に水を供給することで、大河の上中流での水の使用量を増やし、乾燥化を軽減しようとする動きがあるほか、各地で水資源の利用について考え直そうとする動きがある。
しかし、砂丘の移動防止や土壌の固定効果が高い沙蒿という植物は、薪の確保のため伐採され、家畜にも食べられてしまう。ただ、森林の減少により伐採が制限され薪の需要がひっ迫していることや、乾燥地には森林自体がほとんど無いことから、やむなく伐採されている面がある。
灌漑によって水不足を補おうとすると、塩分濃度が高い灌漑用水によって、乾燥地帯の耕地のもともと高い塩分濃度がさらに高くなり、これを洗い流すために塩分濃度の高い灌漑用水をさらに使うことで、塩類集積が起こってしまう。すると、耕作不可能、野草も生えない乾燥地となりやがて砂漠になってしまう。塩類集積を防ぐには、表面の土を取り除くか塩分濃度が低い水で洗い流すしか方法が無いが、これには大きな労力と費用がかかるため、結局放棄されてしまう。すると、放棄された土地は砂漠化し、新たに他の農地が利用されそこでも塩類集積が起こる、という悪循環が起こっている。
また、農業用水は食糧確保のために増加、生活用水は洗濯機などの普及や人口増加のために増加、工業用水も増加している。さらに、化学物質や重金属による水質汚染は使用できる水の減少をもたらし、水資源の減少に拍車をかけている。また、水の需要増が河川の流量減少・断流や地下水位の低下を招き、それが塩類集積に拍車をかけている。
中華料理は肉料理が比較的多く、所得の増加などにより需要も急激に伸びている。これが豚・鶏・牛などの家畜の増加をもたらし、過放牧や飼料用作物の需要増加、ひいては水の需要増につながっていく。また、食べる量よりも多く作り、食べ物をわざと残す食事の習慣に、需要が多い原因があるとの指摘もある。しかし近年こういう事は減ってきている。というのは、中国でもさすがに食べ物の残す量が注意されてきているというのがある。
乾燥化を防ぐ、あるいは乾燥地を農地として利用可能にするなどを目的とした農業法については、さまざまなものが提案・試行されている。藁や草などを敷き詰めて土を掘らずに耕作する「保護耕作」、保水性の高い素材を利用した農法、塩分濃度の高い水でも育つ植物の栽培などがある。しかし、いずれも水自体が無ければ成り立たない。
塩類集積を防ぎ改善していく突破口としては、水中や土中から容易に塩分を除去する技術や、それを安価で広く普及させることなどが求められている。しかし、現在のところそれはできていない。
このようなことから、砂漠化や乾燥化の防止は簡単ではないということが分かる。中国の一人っ子政策などは人口抑制に大きな役割を果たしているが、それでも不十分であり、砂漠緑化をはじめとした地道な活動が必要であるとされている。
日本など発生国以外の国ができる対策として、自国の林業の見直しを通して中国からの木材輸入を減らすこと、自国の農業の見直しを通して中国からの農産物輸入を減らすこと、次節で述べるような協力を行うことなどが考えられる。
一方で、乾燥化が進行するスピードに比べて、植林などの対策のスピードが遅く、効果を現すまで時間がかかるため、砂漠化対策は実効性を現しにくいという見方もある。